# Johannes Groth
Johannes Groth (* 21. April 1774 in Echzell; † 29. Juli 1852 ebenda) war ein hessischer Landwirt und Politiker und Abgeordneter der 2. Kammer der Landstände des Großherzogtums Hessen.
Johannes Groth war der Sohn des Landwirts und Hufschmieds Johannes Groth und dessen Ehefrau Eva Gertraut, geborene Stoll. Groth, der evangelischen Glaubens war, war Landwirt in und Bürgermeister von Echzell und heiratete Elisabeth Margarethe geborene Kraft.
Von 1820 bis 1824 gehörte er der Zweiten Kammer der Landstände an. Er wurde für den Wahlbezirk Oberhessen 12/Bingenheim/Nidda gewählt.